# مذراة

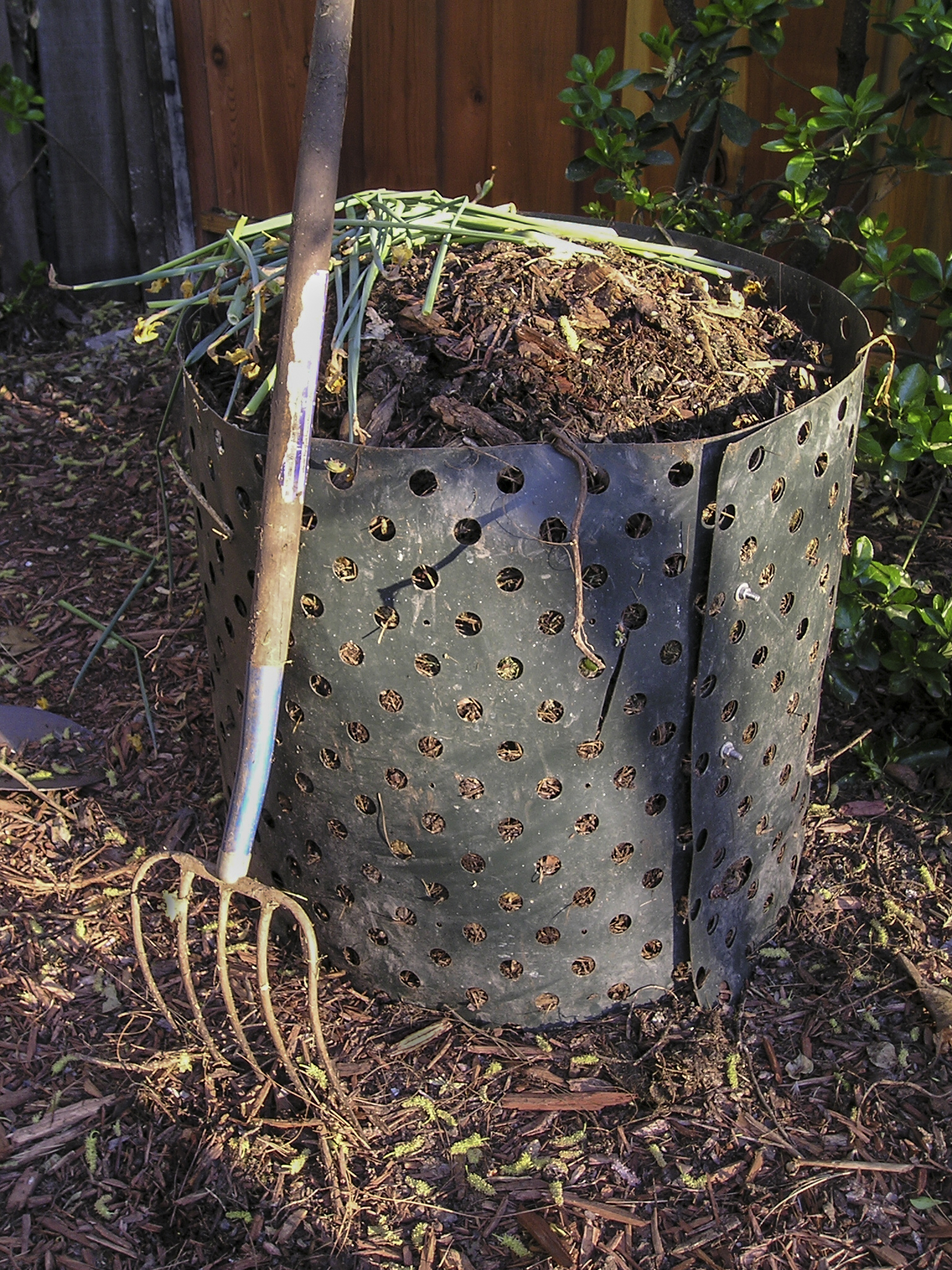
مذراة بجوار صندوق سماد عضوي.

المذراة أو الشاعوب هي أداة زراعية من المعازق، وتمتلك مقبض طويل وشوكات طويلة ورقيقة ومدببة ومتباعدة (تُسمى أيضًا بالشعب) تُستخدم لرفع وقذف المواد السائبة مثل الدريس "التبن" أو أوراق النبات أو العنب أو الروث أو غيرها من المواد الزراعية الأخرى. وعادة ما تكون لدى المذارات ثلاث أو أربع شوكات. وقد تكون لدى أنواع أخرى من المذارات ما يصل إلى عشر شوكات ذات أطوال ومسافات مختلفة استنادًا إلى الغرض من استخدامها. وغالبًا ما تُصنع من الصلب مع مقبض خشبي طويل، ولكن يمكن أيضًا صناعتها من الخشب أو الحديد المطاوع أو الخيزران أو السبائك وما إلى ذلك. وفي بعض المناطق من إنجلترا تُعرف المذراة باسم «الشوكة» وفي بعض المناطق من أيرلندا، تشير كلمة sprong إلى المذراة ذات الشوكات الأربع. والمذراة شبيهة بشوكة الحدائق الأقصر والأكثر صلابة.
كانت المذراة والمناجل تُستخدم في كثير من الأحيان كسلاح من قِبل أولئك الذين لم يستطيعوا تحمل نفقات الأسلحة الأكثر تكلفة مثل السيوف أو البنادق التي ظهرت لاحقًا. وكنتيجة لذلك، تُحمل المذارات والمناجل بشكل نمطي من قِبل الغوغاء أو عصابات الفلاحين الغاضبين.
في أوروبا، استخدمت المذراة لأول مرة في أوائل العصور الوسطى، في نفس الوقت تقريبًا الذي تم فيه استخدام المسحاة. وكانت المذراة تُصنع في الأصل من الخشب بشكل كلي؛ أما اليوم فإن الشوكات عادة ما تُصنع من المعدن الصلب.

## الرمزية والمراجع الأدبية والفنية

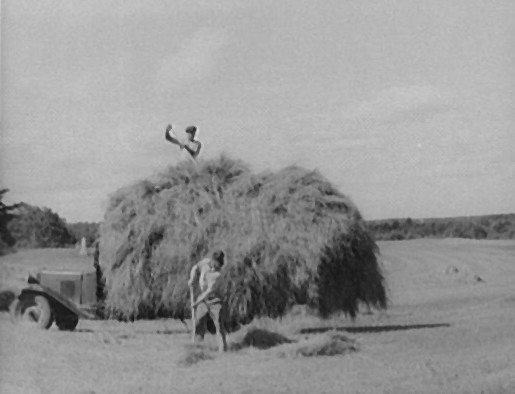
تذرية التبن

### الاستخدام الفني
يمكن القول إن أبرز الأعمال الفنية الأمريكية للمذراة كان في القوطية الأمريكية، من تصوير جرانت وود (Grant Wood). وفي هذا العمل ترمز المذراة إلى العمل اليدوي. وهناك لوحات أقل شهرة لفنانين عديدين والتي تصور مجموعة متنوعة من المذارات وغيرها من الأدوات الأخرى المستخدمة وغير المستخدمة.

### الاستخدام السياسي
بسبب ارتباطها بالفلاحين، غالبًا ما تكون المذراة رمزًا شعبيًا وجزءًا من كنية الزعماء الشعبيين، وبالتالي:
- «بيتشفورك بين» (بنيامين تيلمان (Benjamin Tillman))
- «بيتشفورك بات» (بات بوكانان (Pat Buchanan))

تستخدم جانجستر ديسيبلز (Gangster Disciples)، إحدى عصابات الشوارع في الغرب الأوسط للولايات المتحدة الأمريكية مذراة ذات ثلاث شوكات كأحد رموزها.[بحاجة لمصدر]

### الرمزية الدينية
كثيرًا ما تُستخدم المذراة في الأعمال الساخرة من علم الشياطين في المسيحية في وسائل الإعلام الشعبية، لا سيما في أفلام الكرتون الهزلية المبكرة حيث كانت ثمة نكتة شعبية تتمثل في الكاريكاتير الذي يصور ملاكا وشيطانا بارع في استخدام المذراة وهو جالس على أكتاف البطل. (ومع ذلك كان الرمح الثلاثي الشعب هو الذي يستخدمه الشيطان وليس مذراة.)
ويستخدم إله الموتى والجحيم بلوتو بايدنت، وهو عبارة عن سلاح به شوكتين ويشبه بشكل لافت للنظر المذراة.